# Аккад, Абдулрахман
Абдулрахман Аккад (араб. عبدالرحمن عقاد‎; род. 17 мая 1998, Алеппо) — сирийский политический блогер, оратор и правозащитник. В настоящее время проживает в Берлине.

## Биография

### Ранний период жизни и образование
Родился в Алеппо в семье сирийских мусульман. Его дальние предки были сефардскими евреями, которые позже приняли ислам.
После начала гражданской войны вместе с семьёй был вынужден покинуть Сирию в июле 2013 года.

### Жизнь в Турции
В июле 2013 года вместе с семьей переехал в Стамбул, Турция. Свободно говорит по-турецки и работал переводчиком в компаниях колл-центров в городе.
Проживая в Турции, пришёл к выводу, что имеет нетрадиционную сексуальную ориентацию, после чего возненавидел себя и несколько раз пытался покончить жизнь самоубийством. Затем обратился к психологу, который оказал ему поддержку и помог ему принять себя таким, какой он есть. Попытался получить гуманитарную визу в швейцарском консульстве в Стамбуле, но получил отказ.
Затем он решил рассказать семье о своей сексуальной ориентации, полагая, что они примут его таким, какой он есть. Однако семья заявила, что он болен и нуждается в лечении. Они отвезли его к врачу в Турции, который провел анальное обследование, сексуально домогался его и выписал ему рецепт на тестостерон. Принял несколько доз гормона, но позже отказался принимать его дальше, потому что это вызвало у него депрессию и напряжение. Старший брат избивал и запирал его в комнате на два месяца, где он не видел солнечного света. Его кузены и муж сестры издевались над ним и угрожали ему смертью. Позже сумел убедить их, что он больше не гей, а затем сбежал в дом друга с паспортом и 200 долларами США.

### Убежище в Европе
Друг Аккада предложил ему направиться в Европу, потому что турецкие власти не защитят от насилия со стороны его семьи, которая имеет влияние в Турции. Он нелегально отправился по морю в Грецию в конце ноября 2015 года. Его друг оплатил расходы на поездку. Путешествовал через Северную Македонию, Сербию, Хорватию, Словению и Австрию, пока не прибыл в Германию 5 декабря 2015 года, где он подал заявление на предоставление убежища на основании своей сексуальной ориентации. Ему предоставили убежище в 2016 году, хотя процедура была отложена, поскольку в то время он был несовершеннолетним.
Подвергался издевательствам, оскорблениям и угрозам убийства со стороны арабов и мусульман в Германии.

## Каминг-аут

Аккад вместе со своими родителями (2020 год)

В 2017 году, до каминг-аута, он согласился на помолвку с девушкой из-за давления, которое оказывала его семья. Его мать сказала, что его сексуальная ориентация изменится после того, как он женится. Через несколько месяцев ситуация стала развиваться, свадьбу должны были сыграть в Стамбуле. Затем он решил опубликовать видео на Facebook, в котором  объявил о своей сексуальной ориентации. Видео было адресовано только его семье, но затем его опубликовали во многих арабоязычных группах. Видео собрало сотни тысяч просмотров в течение недели.
24 июля 2017 года провёл прямую трансляцию на Facebook, совершив каминг-аут как гей, опасаясь, что его семья заставит его жениться на женщине против его воли. Видео было распространено на различных арабских социальных каналах. Возможно, это был первый случай в истории, когда сирийский гей публично назвал свою сексуальную ориентацию в видео, указав своё настоящее имя и показав лицо.
24 июля 2020 года поделился фотографией, на которой он запечатлен со своей семьей, официально заявив, что они принимают его сексуальную ориентацию и что они любят его безоговорочно, а также заявив о победе над обычаями, традициями и обществом. Эта фотография также считается первой в своём роде, на которой арабская семья публично принимает сексуальную ориентацию своего сына-гея.

## Активизм в Германии
Является открытым гей-активистом в регионе MENA, особенно в Сирии, и германский видеохостинг Funk охарактеризовал его как «ненавистную фигуру» в арабском мире.
В последующие годы дал множество интервью нескольким СМИ, в первую очередь германским и арабским, о своём опыте и политических взглядах, особенно о ситуации с гомосексуализмом и правами ЛГБТ на Ближнем Востоке. Дал своё первое интервью германской газете Bild в котором заявил, что не хочет оставаться в Германии из-за угроз, которые он получает.
Участвовал в движении Me Too и признался, что подвергался сексуальным домогательствам, также призвал людей участвовать в этой кампании и высказываться.
Сотрудничал с организацией Atheist Refugee Relief, которая помогает атеистам-беженцам в Германии. В 2019 году появился на Кёльнском прайде в никабе, чтобы поддержать женщин, которые вынуждены носить его в Саудовской Аравии и на Ближнем Востоке.
В 2020 году опубликовал видео, на котором носит радужную шапку перед мечетью в Германии на гей-параде, в знак солидарности с гомосексуалистами на Ближнем Востоке и в исламских странах, где гомосексуальность вне закона и карается смертью.

## Политические взгляды
Считает себя светским человеком, поддерживая принцип отделения государства от религиозных институтов. Будучи членом организации Atheist Refugee Relief, помогал многим атеистам и ЛГБТК+ беженцам с Ближнего Востока в Германии.
В 2020 году его история была упомянута во время заседания Бундестага по правам человека, германским философом Давидом Бергером после того, как Instagram забанил аккаунт Аккада из-за того, что он был геем, и из-за угроз, которым он подвергался.
Вместе со своей семьёй также был ярым противником сирийского режима, особенно после того, как невестка Аккада была застрелена снайпером в 2012 году, после чего его брат отказался от службы армии. В результате вся его семья была вынуждена бежать из Сирии после сильного давления со стороны сторонников Башара Асада.
Призывал к депортации беженцев, которые не интегрировались в немецкое общество и не уважали закон и конституцию. Поддержал решение правительства Германии депортировать сирийских беженцев, совершивших преступления, в Сирию и призвал к депортации сторонников сирийского режима Башара Асада.
Раскритиковал политику правительства Германии в отношении законов о беженцах и интеграции и сказал, что устал обращаться в германскую полицию из-за того, что она не знает, как бороться с угрозами, которые он получал от арабов в Германии и Европе.

## Восприятие в мире
В арабском мире существует долгая история притеснения и дискриминации в отношении сообщества ЛГБТ посредством цензуры, языка ненависти и координируемых правительством преследований. История Аккада была встречена некоторыми поддерживающими, но в основном гомофобными откликами через освещение в СМИ и публичные выступления. Он даже начал получать угрозы убийства после совершения каминг-аута.